# South Ogden
South Ogden es una ciudad ubicada en el condado de Weber en el estado estadounidense de Utah. En el año 2000 tenía una población de 14.377 habitantes y una densidad poblacional de 1.512 personas por km². South Ogden se localiza dentro de los límites metropolitanos de las ciudades de Ogden/Clearfield. 

## Geografía
South Ogden se encuentra ubicado en las coordenadas 41°10′29″N 111°57′27″O / 41.17472, -111.95750. Según la Oficina del Censo, la localidad tiene un área total de 9,5 km² (3,7 mi²), de la cual toda es tierra.

## Demografía
Según la Oficina del Censo en 2000, había 14.377 personas y 3.873 familias residentes en el lugar, 91.5% de los cuales eran personas de raza blanca y aproximadamente 7.4% de la población son de raza hispana o latina.
Según la Oficina del Censo en 2000 los ingresos medios por hogar en la localidad eran de $46,794, y los ingresos medios por familia eran $52,471. Los hombres tenían unos ingresos medios de $40,611 frente a los $25,856 para las mujeres. La renta per cápita para la localidad era de $20,662. Alrededor del 5% de la población estaban por debajo del umbral de pobreza.